# راسل باسيت
راسل باسيت (بالإنجليزية: Russell Bassett)‏ مواليد 24 أكتوبر 1845 في ميلواكي، الولايات المتحدة - الوفاة 8 مايو 1918 في نيويورك، الولايات المتحدة، هو ممثل أمريكي بدأ مسيرته الفنية سنة 1911. من أعماله سولد. ظهر في 76 فلما صامتا.

## روابط خارجية
- راسل باسيت على موقع IMDb (الإنجليزية)
- راسل باسيت على موقع أول موفي (الإنجليزية)
- راسل باسيت على موقع قاعدة بيانات برودواي على الإنترنت (الإنجليزية)
- راسل باسيت على موقع قاعدة بيانات الفيلم (الإنجليزية)